# Jérôme Bouvier (journaliste)
Pour les articles homonymes, voir Jérôme Bouvier et Bouvier.
Jérôme Bouvier, né le 28 décembre 1953 est un journaliste français qui a été directeur de la rédaction en français de Radio-France Internationale et médiateur de Radio France. Il est depuis février 2015 conseiller au cabinet de la ministre de la Culture.

## Biographie
Titulaire d'un deug de droit, Jérôme Bouvier commence sa carrière professionnelle en 1977 comme journaliste pigiste. Il est ensuite cofondateur du magazine professionnel Bon à tirer puis journaliste à Options Magazine. Entré à Radio France en 1982, il devient chef du service politique de France Culture et France Musique, puis est nommé directeur de la rédaction en 1999, poste qu'il conserve jusqu'en 2002, l'année où il change de rédaction pour aller travailler à Radio France internationale en tant que directeur de la rédaction en français.
Jérôme Bouvier a quitté ce poste en novembre 2003, d'un "commun accord" avec la direction de la société. Geneviève Goëtzinger, chef du service politique de RFI a pris alors sa succession.
En 2007, il est le fondateur et l'organisateur des premières Assises du journalisme, via l’association "Journalisme et Citoyenneté", qu'il préside. Début 2009, après les États Généraux de la presse écrite, il est nommé au sein de la "Commission Frappat", chargée par le président de la République Nicolas Sarkozy d'édicter un nouveau code de déontologie pour les journalistes, mais le texte que cette commission propose est jugé inadapté par les praticiens.
Jérôme Bouvier a ensuite été nommé médiateur des radios de Radio France en décembre 2009. Le 28 novembre 2014, il annonce aux auditeurs de Radio France qu'il démissionne de ses fonctions de médiateur, par une lettre ouverte publiée sur le site des auditeurs. Il y justifie son départ en évoquant notamment sa "délicate" position au sein du groupe Radio France, et l'éternelle insatisfaction, des auditeurs d'une part et des journalistes d'autre part :
Il est nommé conseiller au cabinet de la ministre de la Culture et de la Communication Fleur Pellerin, chargé des métiers de la presse et de l'information, de l'éducation aux médias et de la diversité et maintenu par Audrey Azoulay jusqu'au 1er juillet 2016.